# Platycleis chelmos
Platycleis chelmos är en insektsart som beskrevs av Frederick Everard Zeuner 1941. Platycleis chelmos ingår i släktet Platycleis och familjen vårtbitare.

## Underarter
Arten delas in i följande underarter:
- P. c. chelmos
- P. c. deplanata
- P. c. unicolor